# Masahiro Shinoda
Masahiro Shinoda (篠田 正浩 Shinoda Masahiro?) (Gifu, 9 de marzo de 1931-25 de marzo de 2025) fue un director de cine y guionista japonés. 

## Biografía
Casado con la actriz Shima Iwashita. Shinoda se retiró en 2003, tras dirigir la película épica Spy Sorge.
Falleció, a consecuencia de una neumonía el 25 de marzo de 2025, a los 94 años.

## Filmografía
- Spy Sorge (2003)
- El Castillo de la Lechuza (1999)
- Setouchi munraito serenade (1997)
- Sharaku (1995)
- Shonen jidai (1990)
- Maihime (1989)
- Yari no gonza (1986)
- Setouchi shonen yakyu dan (1984)
- Akuryo-To (1981)
- Yasha-ga-ike (1979)
- Hanare goze Orin (1977)
- Sakura no mori no mankai no shita (1975)
- Himiko (1974)
- Kaseki no mori (1973)
- Sapporo Orinpikku (1972, documental)
- Chinmoku (1971)
- Buraikan (1970)
- Shinjû: Ten no amijima (1969)
- Akane-gumo (1967)
- Shokei no shima (1966)
- Utsukushisa to kanashimi to (1965)
- Ibun Sarutobi Sasuke (1965)
- Ansatsu (1964)
- Kawaita hana (1964)
- Namida o shishi no tategami ni (1962)
- Yama no sanka: moyuru wakamono tachi (1962)
- Waga koi no tabiji (1961)
- Yuhi ni akai ore no kao (1961)
- Shamisen to otobai (1961)
- Watakushi-tachi no kekkon (1961)
- Kawaita mizuumi (1960)
- Koi no katamichi kippu (1960)

## Premios y distinciones
Festival Internacional de Cine de Berlín
| Año  | Categoría                                  | Película           | Resultado |
| ---- | ------------------------------------------ | ------------------ | --------- |
| 1986 | Oso de Plata por su contribución artística | Gonza the Spearman | Ganador   |